# Koloppeh
Koloppeh (persiska: کلپه) är en ort i Iran.   Den ligger i provinsen Yazd, i den centrala delen av landet, 500 km söder om huvudstaden Teheran. Koloppeh ligger 1 486 meter över havet och antalet invånare är 119.
Terrängen runt Koloppeh är platt, och sluttar österut.Runt Koloppeh är det glesbefolkat, med 9 invånare per kvadratkilometer. Närmaste större samhälle är Mehrdasht, 12,0 km söder om Koloppeh. Trakten runt Koloppeh är ofruktbar med lite eller ingen växtlighet.